# Vlag van Savoie

Vlag van Savoie

De vlag van Savoie bestaat uit een wit kruis op een rood veld. Deze vlag is zowel de officiële vlag van de historische regio Savoye als van de departementen Savoie en Haute-Savoie.
De vlag is gebaseerd op een kruistochtsvlag en is als zodanig identiek aan de vlag van de Ridders van Malta (vandaar de moderne vlag van Malta en van de Soevereine Militaire Hospitaalorde van Sint-Jan van Jeruzalem, van Rhodos en van Malta), en andere vlaggen (vlaggen van Denemarken en Zwitserland, met omgekeerde kleuren aan die van onder andere Engeland en Genua). In de 18e eeuw werden de letters "FERT" soms toegevoegd in de kantons om de vlag te onderscheiden van de Maltese vlag.
Naast deze vlag zijn er ook twee aparte departementale vlaggen in gebruik, die afgeleid op hun respectievelijke wapens. Het komt ook voor in Robert Louis' voorgestelde (maar mislukte) ontwerpen voor het wapens van de twee departementen van de Savoie. Beide vlaggen hebben geen officiële status.

Officieuze vlag van Savoie
Officieuze vlag van Haute-Savoie

## Hertogdom Savoye
De vlag van het hertogdom Savoye stabiliseerde zich in de tweede helft van de 16e eeuw, was in het bezit van het Koninkrijk Sardinië (1718) en overleefde tot het einde van de 18e eeuw. De oude graven, later hertogen van Savoye, hadden in ieder geval in de 13e eeuw het wapen van de kruisvaarders dat overeenkwam met de eerder genoemde vlag, mogelijk geïmporteerd uit Engeland. Op zee droeg de Sardijnse vlag de letters van het Savoyaardse motto FERT om zich te onderscheiden van soortgelijke vlaggen (Malta, Denemarken). De betekenis van het motto is niet helemaal duidelijk; misschien is het een acroniem voor Foedere et Religione Tenemur, ook geschreven op oude munten. Waarschijnlijker is dat het een afkorting is van ferté, een archaïsch woord dat "vesting van de ziel" betekent.

Koninklijke standaard van de Savoyaardse koningen van Sardinië van de Savoie dynastie (1720-1848)
Koopvaardijvlag van de Savoyaardse staten (18e eeuw)

Rijksstad Aken · Anhalt · Baden · Bataafse Republiek · Koninkrijk der Beide Siciliën · Koninkrijk Beieren · Groothertogdom Berg · Hertogdom Bourgondië · Brunswijk · Cornwall · Koninkrijk Dalmatië · Vrije Stad Danzig · Duitse Democratische Republiek · Duitse Rijk · Deutschösterreich · Engelse Gemenebest · Koninkrijk Etrurië · Vrijstaat Fiume · Republiek Gumuljina · Koninkrijk Hannover · Hanze · Heilige Roomse Rijk · Herceg-Bosna · Hessen-Darmstadt · Hessen-Kassel · Hessen-Homburg · Volksstaat Hessen · Idel-Oeral Staat · Joegoslavië · Kerkelijke Staat · Koeban · Koerland · Republiek Krakau · Lucca · Prinsbisdom Luik · Luikse Republiek · Mecklenburg-Schwerin · Mecklenburg-Strelitz · Memelland · Midden-Litouwen · Nazi-Duitsland · Neutraal Moresnet · Occitanië · Oldenburg · Oost-Roemelië · Oostenrijk-Hongarije · Ottomaanse Rijk · Parthenopeïsche Republiek · Pommeren · Pruisen · Republiek Ragusa · Reuss jongere linie · Reuss oudere linie · Volksstaat Reuss · Rijnprovincie · Protectoraat Saarland · Saksen · Saksen-Altenburg · Saksen-Coburg en Gotha · Saksen-Hildburghausen · Saksen-Meiningen · Savoie · Servië en Montenegro · Sovjet-Unie · Transkaukasische Socialistische Federatieve Sovjetrepubliek · Tsjecho-Slowakije · Unie van Kalmar · Republiek Venetië · Waldeck-Pyrmont · Westfalen · Weimarrepubliek · Württemberg ·  Republiek der Zeven Verenigde Nederlanden (1572-1795) · Republiek der Zeven Verenigde Nederlanden (1650-1795)